# Balkan Cup 1935
Balkan Cup 1935 – szósta edycja turnieju piłkarskiego Balkan Cup, który odbył się w stolicy Bułgarii Sofii w dniach od 16 do 24 czerwca 1935.

## Format
W turnieju wzięły udział cztery reprezentacje: Bułgaria, Grecja, Jugosławia oraz Rumunia. Zespoły rywalizowały w jednej grupie w systemie kołowym, bez meczów rewanżowych. O kolejności w tabeli decydowała liczba zdobytych punktów – 2 za zwycięstwo, 1 za remis – a w przypadku równej ich liczby korzystniejszy bilans bramek. Po raz drugi w historii gospodarzem turnieju była Bułgaria. Arenami zmagań były Stadion Junak oraz Stadion Lewskiego w stolicy kraju Sofii.

## Przebieg
W decydującym spotkaniu turnieju, w którym Bułgaria zmierzyła się z Jugosławią, padł wynik remisowy 3:3. Obie reprezentacje zakończyły zmagania z 5 zdobytymi punktami oraz bilansem bramek wynoszącym +7. Po zakończeniu meczu, pomimo przygotowanego bankietu dla zwycięzców, z powodu braków w regulaminie organizatorzy nie byli w stanie ustalić, kto powinien zostać triumfatorem. Przychylono się do propozycji Jugosłowian, iż wziąć należy pod uwagę iloraz zdobytych i straconych bramek, który w przypadku Bułgarii wyniósł 2,40, zaś Jugosławii 2,75 i to im przyznano trofeum. W 1936 roku, po złożeniu protestu przez Bułgarską Federację Sportu, Komitet Bałkański z siedzibą w Bukareszcie arbitralnie zdecydował, że Balkan Cup 1935 zostanie ostatecznie przyznany Bułgarii, w wyniku czego puchar przewieziono do Sofii.

## Wyniki
W ramach turnieju Balkan Cup 1935 rozegrano 6 spotkań, w których zdobyto łącznie 30 bramek, co dało średnią 5 goli na mecz.
| 16 czerwca 1935 | Bułgaria                                                              | 5:2   | Grecja                 |                                                             |
| 17:30           | Asen Peszew 23' · Lubomir Angełow 26', 28', 63' · Michaił Łozanow 68' | (3:1) | 21', 74' Kostas Chumis | Stadion Junak, Sofia Widzów: 12000 Sędzia: Costel Radulescu |

| 17 czerwca 1935 | Jugosławia                                     | 2:0   | Rumunia |                                                               |
| 19:00           | Blagoje Marjanović 33' · Branislav Sekulić 56' | (1:0) |         | Stadion Junak, Sofia Widzów: 9000 Sędzia: Stawros Chatzopulos |

| 19 czerwca 1935 | Bułgaria                                                                                   | 4:0   | Rumunia |                                                                |
| 19:00           | Michaił Łozanow 11' · Wuczko Jordanow 33' · Asen Peszew 49' · Petre Sucitulescu 62' (sam.) | (2:0) |         | Stadion Junak, Sofia Widzów: 11000 Sędzia: Stawros Chatzopulos |

| 21 czerwca 1935 | Jugosławia                                                                                                  | 6:1   | Grecja             |                                                        |
| 17:30           | Aleksandar Živković 31', 70' · Blagoje Marjanović 33' · Đorđe Vujadinović 49' · Svetislav Glišović 81', 83' | (2:1) | 44' Mimis Baltasis | Stadion Junak, Sofia Widzów: 5000 Sędzia: Nikoła Dosew |

| 24 czerwca 1935 | Grecja                 | 2:2   | Rumunia                             |                                                            |
| 16:00           | Kostas Chumis 10', 16' | (2:2) | 24' Iuliu Bodola · 26' Lucian Gruin | Stadion Lewskiego, Sofia Widzów: 1000 Sędzia: Nikoła Dosew |

| 24 czerwca 1935 | Bułgaria                      | 3:3   | Jugosławia                                         |                                                                |
| 19:00           | Lubomir Angełow 25', 28', 66' | (2:2) | 2' Blagoje Marjanović · 19', 75' Đorđe Vujadinović | Stadion Junak, Sofia Widzów: 25000 Sędzia: Stawros Chatzopulos |

## Tabela
| #  | Reprezentacja | M | Z | R | P | Bramki | +/- | Pkt | W    |
| -- | ------------- | - | - | - | - | ------ | --- | --- | ---- |
| 1. | Jugosławia    | 3 | 2 | 1 | 0 | 11:4   | +7  | 5   | 2,75 |
| 2. | Bułgaria      | 3 | 2 | 1 | 0 | 12:5   | +7  | 5   | 2,40 |
| 3. | Grecja        | 3 | 0 | 1 | 2 | 5:13   | -8  | 1   | 0,38 |
| 4. | Rumunia       | 3 | 0 | 1 | 2 | 2:8    | -6  | 1   | 0,25 |

| #  | Reprezentacja | M | Z | R | P | Bramki | +/- | Pkt |
| -- | ------------- | - | - | - | - | ------ | --- | --- |
| 1. | Bułgaria      | 3 | 2 | 1 | 0 | 12:5   | +7  | 5   |
| 2. | Jugosławia    | 3 | 2 | 1 | 0 | 11:4   | +7  | 5   |
| 3. | Grecja        | 3 | 0 | 1 | 2 | 5:13   | -8  | 1   |
| 4. | Rumunia       | 3 | 0 | 1 | 2 | 2:8    | -6  | 1   |

## Strzelcy
| #                  | Zawodnik | Bramki |
| ------------------ | -------- | ------ |
| 1.                 |          |        |
| Lubomir Angełow    | 6        |        |
| 2.                 |          |        |
| Kostas Chumis      | 4        |        |
| 3.                 |          |        |
| Blagoje Marjanović | 3        |        |
| Đorđe Vujadinović  | 3        |        |

## Zwycięzca
| Zwycięzca Balkan Cup 1935 |
| ------------------------- |
| Bułgaria                  |